# Endeavor Air
Endeavor Air es una aerolínea regional de los Estados Unidos con sede en el Aeropuerto Internacional de Minneapolis-Saint Paul en Mineápolis, Minnesota. Es una subsidiaria de propiedad absoluta de Delta Air Lines, y cuenta con personal, opera y mantiene aeronaves utilizadas en vuelos de Delta Connection programados, comercializados y vendidos por Delta Air Lines.
La aerolínea fue fundada como Express Airlines I en 1985 y pasó a llamarse Pinnacle Airlines en 2002. En 2012, la empresa matriz de Pinnacle solicitó la reorganización del Capítulo 11 y luego emergió como una subsidiaria de propiedad absoluta de Delta Air Lines.   La aerolínea pasó a llamarse Endeavor Air el 1 de agosto de 2013. 
Su sede corporativa se encuentra en el Edificio C de Delta Air Lines, en la propiedad del Aeropuerto Internacional de Mineápolis-Saint Paul.  Tiene centros en Atlanta, Cincinnati, Detroit, Minneapolis/St.Paul, los aeropuertos LaGuardia y JFK de Nueva York y Raleigh/Durham. Hasta la reestructuración, Endeavor también operaba un centro en Memphis. 

## Historia

### Express Airlines I
En febrero de 1985, la aerolínea se estableció como Express Airlines I, ofreciendo servicio aéreo regional a las principales aerolíneas. El fundador de la aerolínea, Michael J. Brady, había planeado crear varias aerolíneas regionales bajo la empresa matriz Phoenix Airline Services, Inc., de ahí el número romano "I" en el nombre. Una segunda empresa, establecida como Express Airlines II (conocida como "Express II"), fue creada al escindir las operaciones de Express I en el Aeropuerto Internacional de Minneapolis-Saint Paul a una entidad separada. Sin embargo, Express II contrató a Express I para proporcionar la programación de la tripulación, el control operativo y la capacitación. Posteriormente, Express II se volvió a combinar para formar Express I.
Express I inició su primer acuerdo de código compartido, en mayo de 1985, con Republic Airlines. Republic era la aerolínea dominante en Memphis pero, en consonancia con el concepto de centro y radios, quería agregar más ciudades más pequeñas y liberar sus aviones Douglas DC-9 más grandes para cubrir rutas de mayor longitud. Express logró esto agregando servicio, operando como Republic Express, a tres ciudades utilizando aviones BAe Jetstream 31 . En seis meses, Express Airlines I operaba en diez mercados utilizando nueve Jetstream 31 y dos aviones Saab 340.
En su primer aniversario, Republic Express, como se conocía el servicio, operaba 20 Jetstream 31 y siete Saab 340 en 32 mercados. Tras las aprobaciones regulatorias y de los accionistas, Northwest Airlines adquirió Republic Airlines el 1 de octubre de 1986. Posteriormente, la marca Republic Express se fusionó con la marca Northwest Airlink.
Durante la siguiente década, Express I proporcionó servicios aéreos como Northwest Airlink a 56 ciudades del sudeste y el medio oeste superior. En 1997, Northwest Airlines compró Express I de Phoenix Airlines Services. El 1 de abril de 1997, Express I se convirtió en una subsidiaria de propiedad absoluta de Northwest Airlines. Con el fin de consolidar los numerosos sistemas Airlink que operaban en ese momento, Express I dejó de volar desde Minneapolis-St. Paul, y en cambio se concentró en el centro de Memphis.
En agosto de 1997, Express I trasladó su sede corporativa a Memphis, lo que permitió que todos los distintos departamentos funcionaran desde su base de operaciones principal. El 7 de mayo de 2000, Express I se convirtió en el operador de lanzamiento del Bombardier CRJ en Northwest Airlines.
Express I se expandió aún más con el desarrollo de tres instalaciones adicionales de mantenimiento, reparación y revisión (MRO) relacionadas con las operaciones de CRJ. El MRO principal de los aviones Bombardier CRJ está ubicado en Knoxville, Tennessee, y tiene capacidad para manejar hasta cuatro aeronaves de forma encubierta. Había dos sitios de mantenimiento de aviones Bombardier CRJ adicionales ubicados en Indiana en South Bend y Fort Wayne, pero ambos fueron cerrados después de la quiebra.

### Pinnacle Airlines
El 8 de mayo de 2002, Express Airlines cambió su nombre a Pinnacle Airlines. A principios de ese año se había creado un nuevo holding, Pinnacle Airlines Corporation. Pinnacle Airlines, Inc. fue trasladada de Northwest Airlines, Inc. a Pinnacle Airlines Corporation. Durante la siguiente década, la empresa matriz adquirió otras aerolíneas, como Colgan Air y Mesaba Airlines .
En 2006, Northwest Airlines acordó un nuevo Acuerdo de Servicio Aéreo (ASA) que obligaba a Pinnacle a volar 124 CRJ hasta 2017. Una cláusula dentro del ASA estipulaba que si Pinnacle y la Asociación de Pilotos de Líneas Aéreas no llegaban a un acuerdo sobre un nuevo contrato de piloto antes del 31 de marzo de 2007, entonces Northwest Airlines podría retirar hasta 17 Bombardier CRJ de la flota de Pinnacle. Después de que venció el plazo sin un nuevo contrato de piloto, Northwest Airlines ejerció su derecho de retirar 17 Bombardier CRJ de Pinnacle, a partir de septiembre de 2008, a un ritmo de dos CRJ por mes. Estos 17 Bombardier CRJ fueron entregados a Mesaba Airlines en 2008, que la empresa matriz de Pinnacle adquirió posteriormente en 2010.
Northwest Airlines también había permitido que Pinnacle buscara vuelos para otras aerolíneas. El 30 de abril de 2007, Pinnacle Airlines Corp. firmó un contrato de 10 años con Delta Air Lines para ser una aerolínea de Delta Connection. Los 16 Bombardier CRJ900 comenzaron a entregarse en noviembre de 2007 y las entregas se completaron en mayo de 2009. El primer lote de aviones entregados tuvo su base en Atlanta y comenzó a prestar servicio en diciembre de 2007. El 10 de junio de 2008, Pinnacle anunció que Delta Air Lines planeaba retirarse del contrato antes del 31 de julio de 2008 por incumplimiento del cronograma. Sin embargo, el 18 de julio de 2008, Delta Air Lines anunció que se había llegado a un acuerdo que permitiría a Pinnacle continuar volando para Delta bajo los términos del contrato inicial. Los cuatro Bombardier CRJ900 restantes se entregarían entre enero y mayo de 2009, momento en el que los 15 Bombardier CRJ900 estarían en servicio para Delta Connection.
La FAA multó a Pinnacle con más de un millón de dólares por supuestamente operar dos aviones regionales Canadair en 2009 y 2010 que no cumplían con las regulaciones de la FAA. En una de las aeronaves, la tripulación de vuelo realizó procedimientos que debían ser realizados por personal de mantenimiento. Los inspectores de la FAA habían rechazado una solicitud para convertir el trabajo en una tarea operativa. En un segundo avión, Pinnacle fue acusado de no realizar un control adecuado de una caja de turbina de baja presión agrietada.
El 4 de enero de 2012, la flota de Pinnacle creció cuando su empresa matriz trasladó aviones y personal de Mesaba Airlines, que cesó sus operaciones cuando el certificado operativo fue devuelto a la FAA. También adquirió personal de Colgan Air después de que cesó sus operaciones el 5 de septiembre de 2012.

### Endeavor Air
El 1 de abril de 2012, la empresa matriz de Pinnacle y sus subsidiarias solicitaron protección por quiebra según el Capítulo 11 del Código de Quiebras de los Estados Unidos. La aerolínea suspendió la operación de sus aviones turbohélice Saab 340 y Bombardier Q400 a finales de noviembre de 2012. El 1 de mayo de 2013, Pinnacle Airlines Corporation salió de la reorganización del Capítulo 11 como una subsidiaria de propiedad absoluta de Delta Air Lines. Después de la reestructuración, la aerolínea pasó a llamarse Endeavor Air, su sede se trasladó a Mineápolis, Minnesota, y se hicieron acuerdos con Delta Air Lines para operar aviones regionales de 76 y 50 asientos.
El 27 de octubre de 2016, Endeavor Air adoptó "EDV" como su nuevo código de aerolínea ICAO, y "Endeavor" como su indicativo, reemplazando su código anterior FLG y su indicativo "Flagship".
En marzo de 2017, Endeavor anunció que reabriría una base de mantenimiento y tripulación en Atlanta, donde operaría aviones Bombardier CRJ200. En julio de 2017, Endeavour tenía cinco tripulantes y diez bases de mantenimiento. Las operaciones del Bombardier CRJ900 se agregaron a Atlanta más tarde en el año, con la transferencia de aviones de ExpressJet. El Bombardier CRJ700 se presentó en 2018.
Endeavor creció aún más en 2019 con la incorporación de aeronaves de GoJet Airlines y nuevas entregas de aviones CRJ-900 de 70 asientos.

### Muerte del Ex Director General
El 27 de septiembre de 2018, el ex director ejecutivo de Pinnacle Airlines, Philip Trenary, fue asesinado a tiros en Memphis, Tennessee, en un aparente tiroteo desde un vehículo. Las autoridades dicen que Trenary fue asesinado en un tiroteo en South Front Street en el centro de Memphis alrededor de las 8 p.m. Trenary también se desempeñó como director ejecutivo de la Cámara de Comercio de Greater Memphis.

## Destinos y bases
Endeavor Air opera bases de mantenimiento y tripulación en:

### Bases de tripulación
- Atlanta
- Cincinnati
- Detroit
- Mineápolis/San Pablo
- Nueva York–JFK
- Nueva York–LaGuardia
- Raleigh/Durham

### Bases de mantenimiento
- Atlanta
- Cincinnati
- Detroit
- Des Moines, Iowa
- Indianápolis
- Knoxville
- Mineápolis/San Pablo
- Mosinee, Wisconsin
- Nueva York–JFK
- Nueva York–LaGuardia
- Raleigh/Durham

## Flota
A partir de junio de 2024 , Endeavor Air opera las siguientes aeronaves:

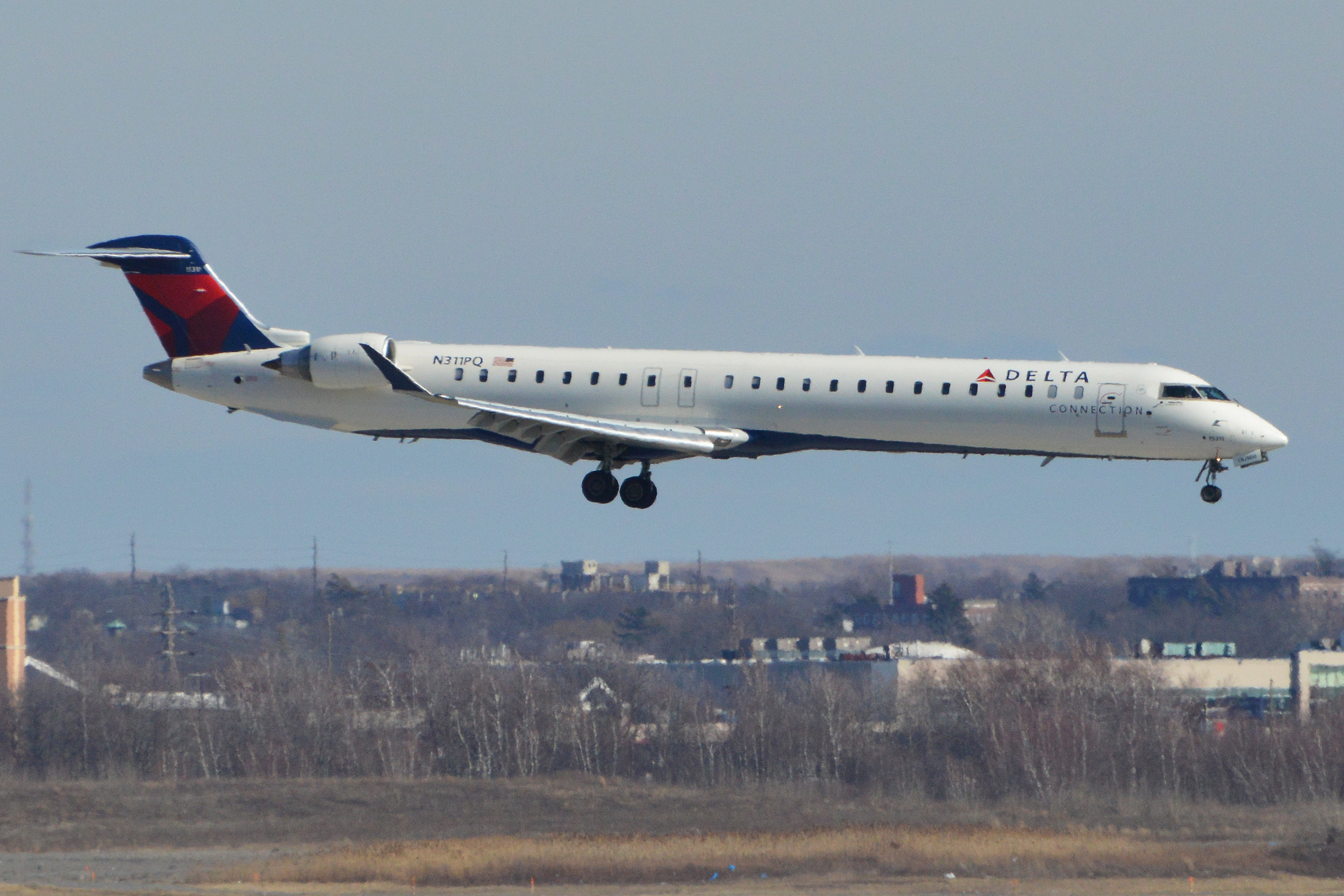
Un CRJ900 de Endeavor Air aterrizando en el Aeropuerto Internacional John F. Kennedy.

| Aeronave          | En Servicio | Pedidos | Pasajeros | Pasajeros | Pasajeros | Pasajeros | Notas                                                                                       |
| Aeronave          | En Servicio | Pedidos | P         | Y+        | Y         | Total     | Notas                                                                                       |
| ----------------- | ----------- | ------- | --------- | --------- | --------- | --------- | ------------------------------------------------------------------------------------------- |
| Bombardier CRJ700 | 18          | -       | 9         | 16        | 44        | 69        |                                                                                             |
| Bombardier CRJ900 | 7           | -       | 12        | 20        | 38        | 70        | Conversión de 70 asientos para cumplimiento del alcance                                     |
| Bombardier CRJ900 | 115         | -       | 12        | 20        | 44        | 76        | Una aeronave, que operaba como el Vuelo 4819 de Delta Connection, sufrió daños irreparables |
| Embraer 175       | 1           | -       | 12        | 20        | 44        | 76        |                                                                                             |
| Total             | 142         |         |           |           |           |           |                                                                                             |

## Accidentes e incidentes
- El 1 de diciembre de 1993, el vuelo 5719 de Northwest Airlink (operado por Express II), un Jetstream 31, chocó contra árboles y se estrelló mientras se aproximaba al Aeropuerto Chisholm-Hibbing en Hibbing, Minnesota. Los dieciséis pasajeros y ambos pilotos murieron. Una investigación reveló que el capitán tenía antecedentes de comportamiento intimidatorio y hostil hacia los primeros oficiales. Las acciones del capitán durante el vuelo provocaron una falla en la comunicación entre los pilotos, que perdieron la noción de su altitud mientras intentaban un aterrizaje nocturno en condiciones meteorológicas adversas.[8]
- El 14 de octubre de 2004, el vuelo 3701 de Pinnacle Airlines, un Bombardier CRJ200LR, se estrelló en una zona residencial de Jefferson City, Missouri. Estaba en un vuelo de reposicionamiento vacío desde Little Rock, Arkansas, a Mineápolis y perdió potencia en ambos motores cuando la tripulación intentó superar las capacidades del CRJ200 y alcanzar su altitud operativa máxima certificada. No pudieron reiniciar los motores e hicieron un intento fallido de planear el avión hasta Jefferson City. Ambos miembros de la tripulación murieron.[22]
- El 24 de enero de 2012, un Bombardier CRJ200ER de Pinnacle Airlines sufrió daños irreparables en el Aeropuerto T.F. Green de Providence (Rhode Island). Un equipo de tierra al que estaba conectado el avión se incendió, lo que dañó gravemente los sistemas eléctricos del avión.[23]
- El 10 de septiembre de 2024, un Bombardier CRJ900LR de Endeavor Air resultó sustancialmente dañado después de que el ala de un Airbus A350 de Delta Air Lines le cortara la cola mientras rodaba en el Aeropuerto Internacional Hartsfield-Jackson de Atlanta en Atlanta, Georgia.[24]
- El 17 de febrero de 2025, un Bombardier CRJ900LR (N932XJ) de Endeavor Air que operaba como el vuelo 4819 de Delta Connection procedente del Aeropuerto Internacional de Mineápolis-Saint Paul se estrelló y volcó al aterrizar en el Aeropuerto Internacional Toronto Pearson. No hubo víctimas mortales entre los 80 pasajeros y tripulantes a bordo.[25]

## Relaciones con los empleados
El 14 de febrero de 2024, los asistentes de vuelo de Endeavor hicieron un piquete en el Aeropuerto Internacional Hartsfield-Jackson y en la sede de Delta para llamar la atención sobre lo que ellos llaman la "Diferencia de Disparidad de Delta", la diferencia salarial del 45% entre el salario de los asistentes de vuelo de la línea principal de Delta y los de la aerolínea regional. Los asistentes de vuelo de Endeavor alegaron que muchos de ellos luchan para llegar a fin de mes mientras Delta pagaba bonificaciones de participación en las ganancias de 1.400 millones de dólares a sus empleados de la línea principal. En mayo de 2024, más de 1.000 asistentes de vuelo de Endeavor Air enviaron una carta al director ejecutivo de Delta, Ed Bastian, pidiendo un salario más alto. En la carta, los asistentes de vuelo de Endeavor alegan que muchos de ellos reciben asistencia pública y no se sienten una parte valiosa de Delta.